# Channel-Port aux Basques
Channel-Port aux Basques är en ort i Kanada.   Den ligger i provinsen Newfoundland och Labrador, i den östra delen av landet, 1 300 km öster om huvudstaden Ottawa. Channel-Port aux Basques ligger 10 meter över havet och antalet invånare är 4 220.
Terrängen runt Channel-Port aux Basques är huvudsakligen platt, men norrut är den kuperad. Havet är nära Channel-Port aux Basques söderut. Trakten är glest befolkad. Channel-Port aux Basques är det största samhället i trakten. 